# Пітхана
Пітхана (кін. XIX — поч. XVIII ст. до н. е.) — володар міста держави Куссар. Засновник Раннього хеттського царства.

## Життєпис
Основні відомості про Пітхана містяться в тексті на кам'яній стелі його сина Анітти (відомий за копіями XIII ст. до н. е.). Останній уславлює батька за підкорення потужного міста-держави Неси (близько 1774 року до н. е.). Його було приєднано до земель куссара, а мешканці зрівняні управах в підданими Пітхана. Це було пов'язано зтим, що Неса була центром торгівлі, тут розташовувалася друга за значімістю ассирійського колонія купців.
Місцезнаходження Неси дискутується: значна частина істориків вбачають в ньому назву міста Каніш, припускаючи, що написання «Неса» передає хеттське вимова цієї назви, як «Гнеса».
У сувої членів організації аккадских купців, знайденому в Карум Каніш, згадано «великого володаря» (рабаума) Пітхана і «начальник сходів» (рабі сіммільтім) Анітта. З огляду на це припускається, що вже вцей час у хеттів існував інститут офіційного спадкоємця або молодшого царя-співволодаря. Висловлюється думка, що Пітхана першим прийняв титул царя хеттів. Йому спадкував син Анітта.